# Holy Lands
Holy Lands è un film del 2017, diretto da Amanda Sthers, con protagonista James Caan.

## Trama
Harry Rosenmerck, un cardiologo americano, ha lasciato tutto per diventare allevatore di maiali in Terra santa. Il figlio David, autore teatrale di successo, gli scrive senza ottenere mai risposta. Harry infatti non riesce ad accettare la sua omosessualità. L'altra figlia, Annabelle, eterna studentessa di quasi trent'anni, lascia invece Bruxelles per via di un amore finito e la sua ex moglie, madre dei suoi figli, ha scoperto di avere un cancro. È solo con il rabbino Moshe Cattan che Harry accetterà di affrontare le tante questioni irrisolte che da tempo lo affliggono.